# Edmund Dulac

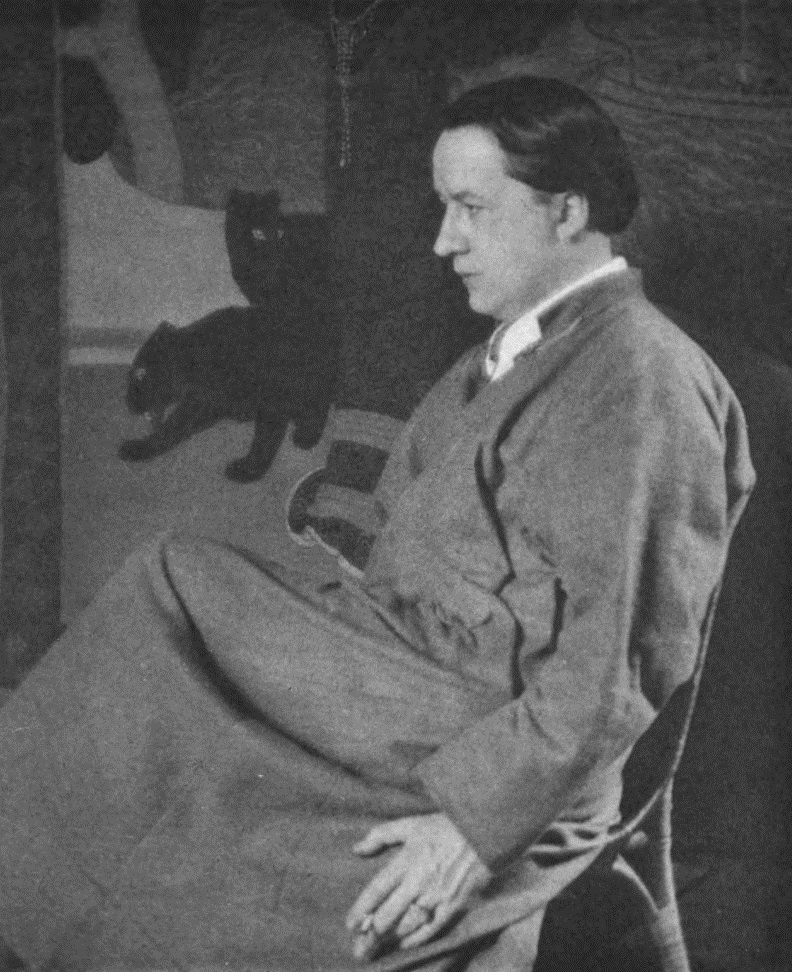
Edmund Dulac, 1882–1953, entstanden 1914

Edmund Dulac (ursprünglich Edmond Dulac; * 22. Oktober 1882 in Toulouse; † 25. Mai 1953 in London) war ein französischer Maler und Grafiker. 1905 übersiedelte er nach England und nahm 1912 die britische Staatsangehörigkeit an. Er gehörte zu den wichtigsten Künstlern der Buchillustration im sogenannten golden age of illustration oder dem âge d’or de l’illustration. Im ersten Drittel des zwanzigsten Jahrhunderts hatte dieses goldene Zeitalter der Illustration seine größte Entfaltung.

## Leben und Werk
In seinem Geburtsort Toulouse war Dulac zunächst für das Studium der Rechte eingeschrieben, während er an der Kunstgewerbeschule sich für die Malerei begeisterte und sich schließlich für ein Studium an der Ecole de Beaux Arts entschied. Hieran knüpfte sich ein kurzer Studienaufenthalt an der Académie Julian in Paris. 1904 entschließt er sich nach England zu gehen. Hier erfährt er wichtige Anregungen von dem englischen Buchkünstler Arthur Rackham. Rackham und Dulac entwickeln eine komplizierte Aquarellmischtechnik für die Buchillustration, die viele Farbnuancen und differenzierte Kontur-Behandlung erlaubt. Allerdings sind diese Bilder dadurch auch besonders schwer reproduzierbar. Unterschieden von Rackham Bildauffassung ist Dulacs leuchtende Farbigkeit und seine größere Nähe zu Anregungen der japanischen Druckgraphik. Die regenbogenfarbenen Märchen-Bilder Warwik Gobles sind zweifellos diesen Farbenweg von Dulac weitergegangen. Rackham ist in seinen Bildern dagegen näher an den organisch quellenden Formen des Jugendstils. Künstlerisch einflussreich auf Dulac waren Aubrey Beardsley und die Präraffaeliten.
Der Zweiundzwanzigjährige Dulac illustrierte in England die gesammelten Werke der Brontë-Schwestern. Dem folgte die Zusammenarbeit mit dem Verlag Hodder & Stoughton, woraus verschieden umfangreiche Märchenillustrationsreihen zu den Märchen aus 1001 Nacht, den Märchen der Brüder Grimm und den Märchen von Hans Christian Andersen entstanden. Dazwischen illustrierte Dulac 1908 eine Ausgabe zu Shakespeares Der Sturm, Rubaiyat von Omar Chajjam und 1912 Edgar Allan Poes Band Die Glocken und andere Gedichte. Darauf erscheinen 1916 Dulacs Feen-Buch, 1918 die illustrierten Tanglewood Tales von Nathaniel Hawthorne, 1920 das von der persischen Miniaturmalerei beeinflusste Märchenbuch Das Königreich der Perle und Puschkins Der goldene Hahn. Dulac gestaltete auch eine Marianne- Darstellung für eine französische Briefmarke, die für das befreite Frankreich von 1944 bis 1947 im Umlauf war. Als Dulac 1953 starb, war er beschäftigt mit Illustrationen zu John Miltons Comus.

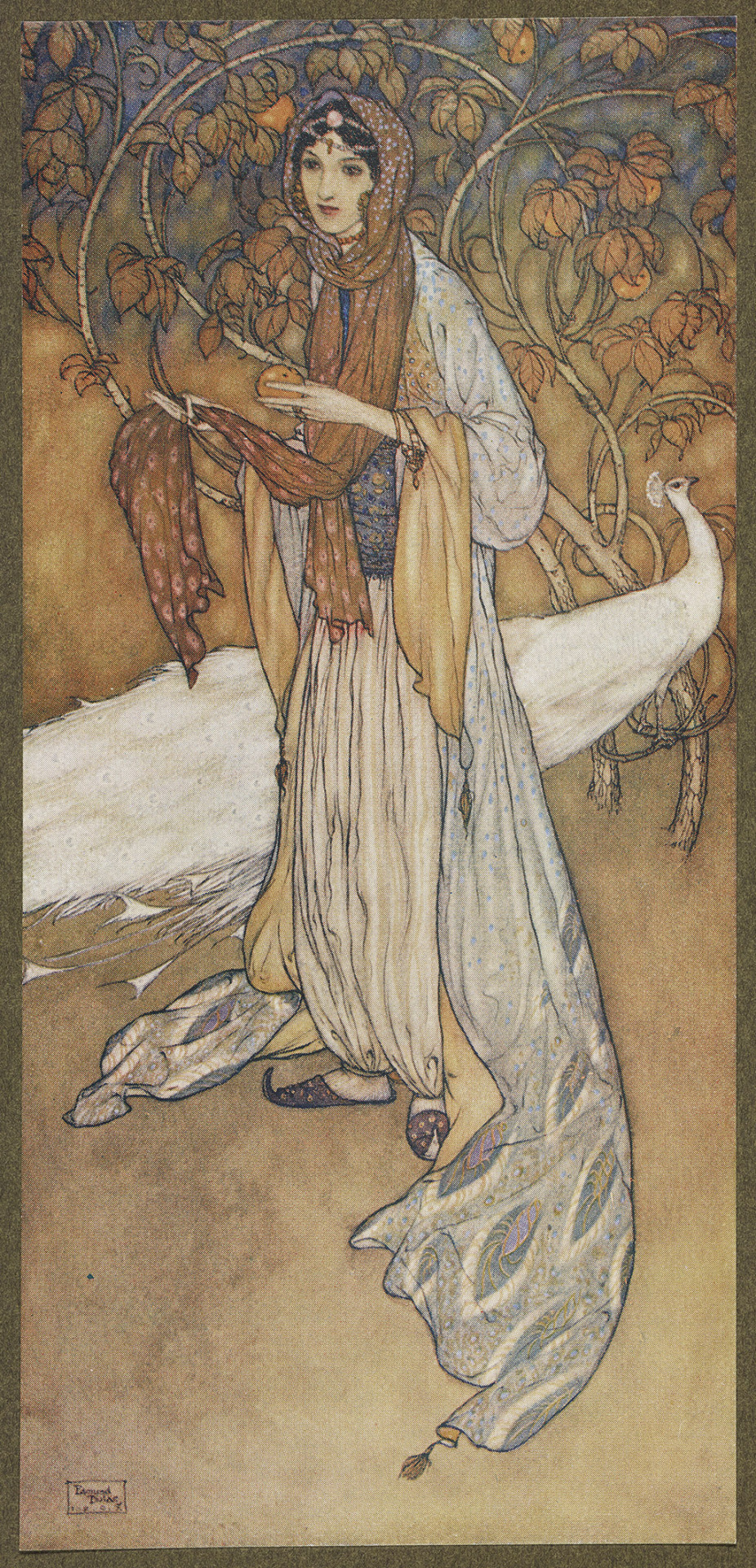
Arabian Nights, 1907
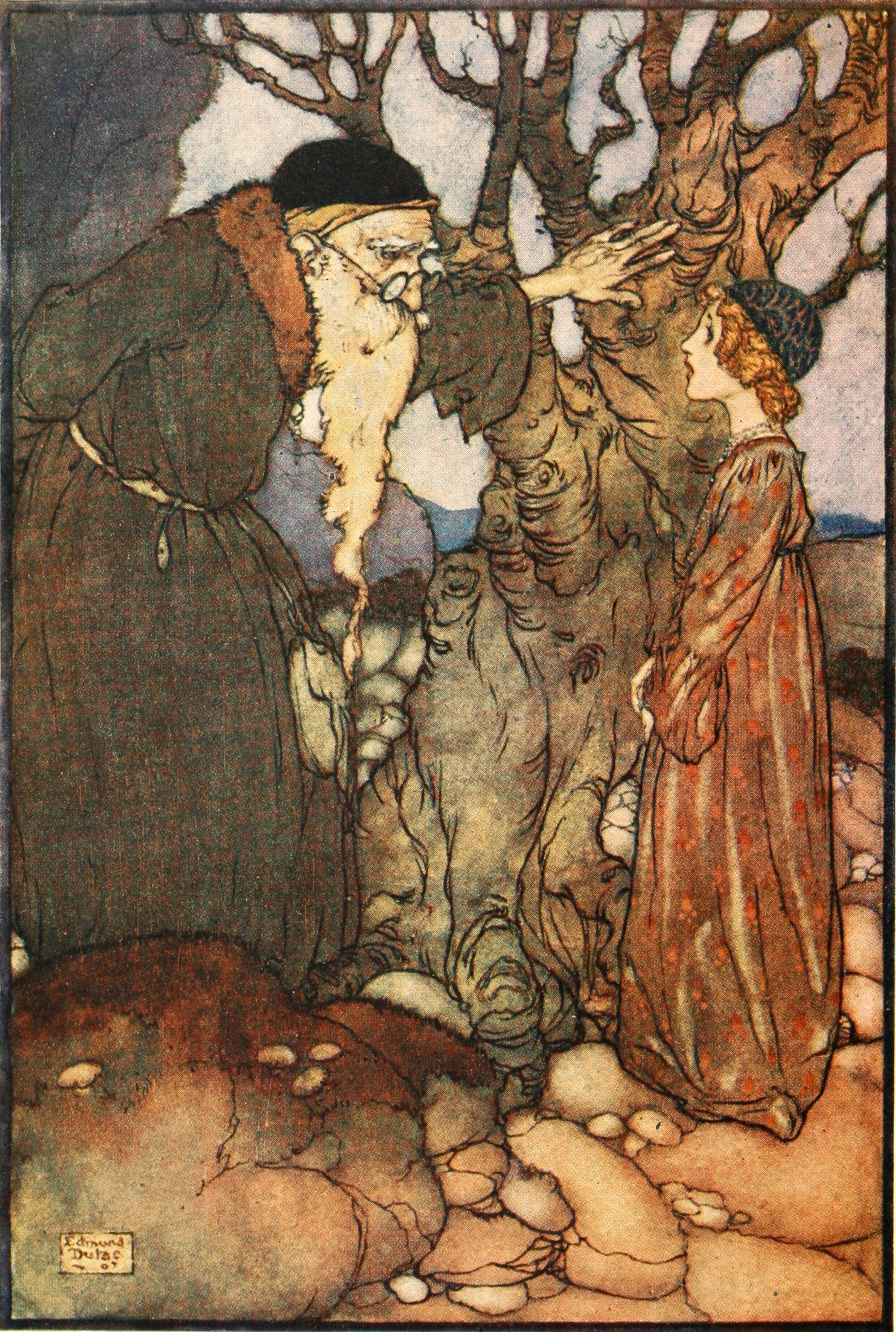
Fairies I have met, 1910
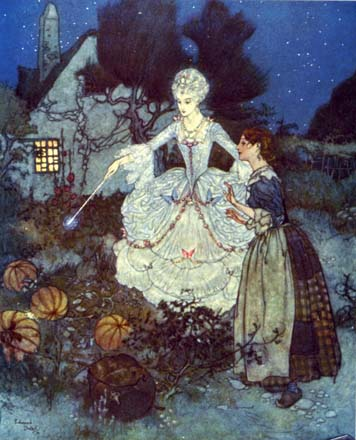
Cinderella
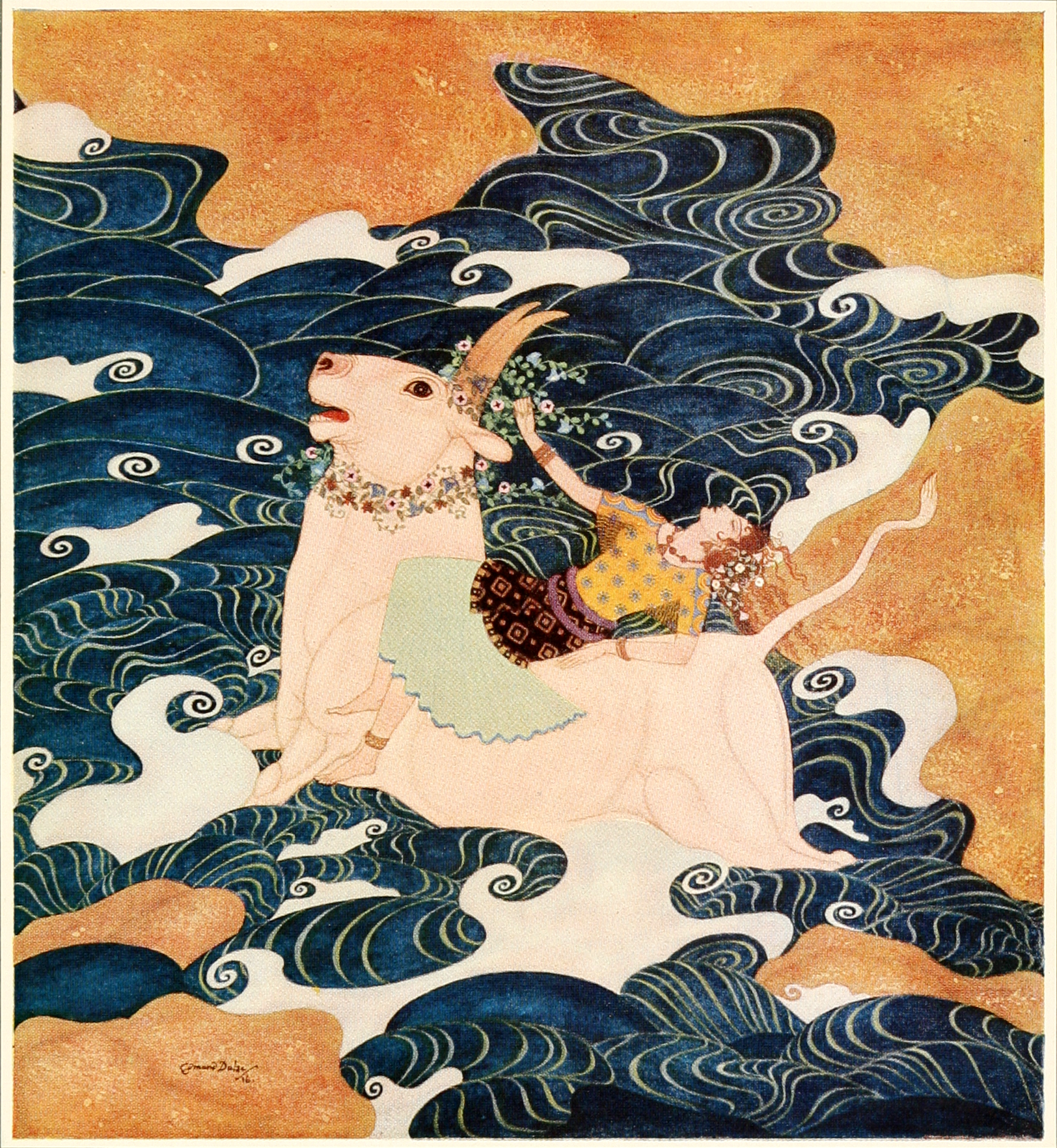
Tanglewood tales, 1919
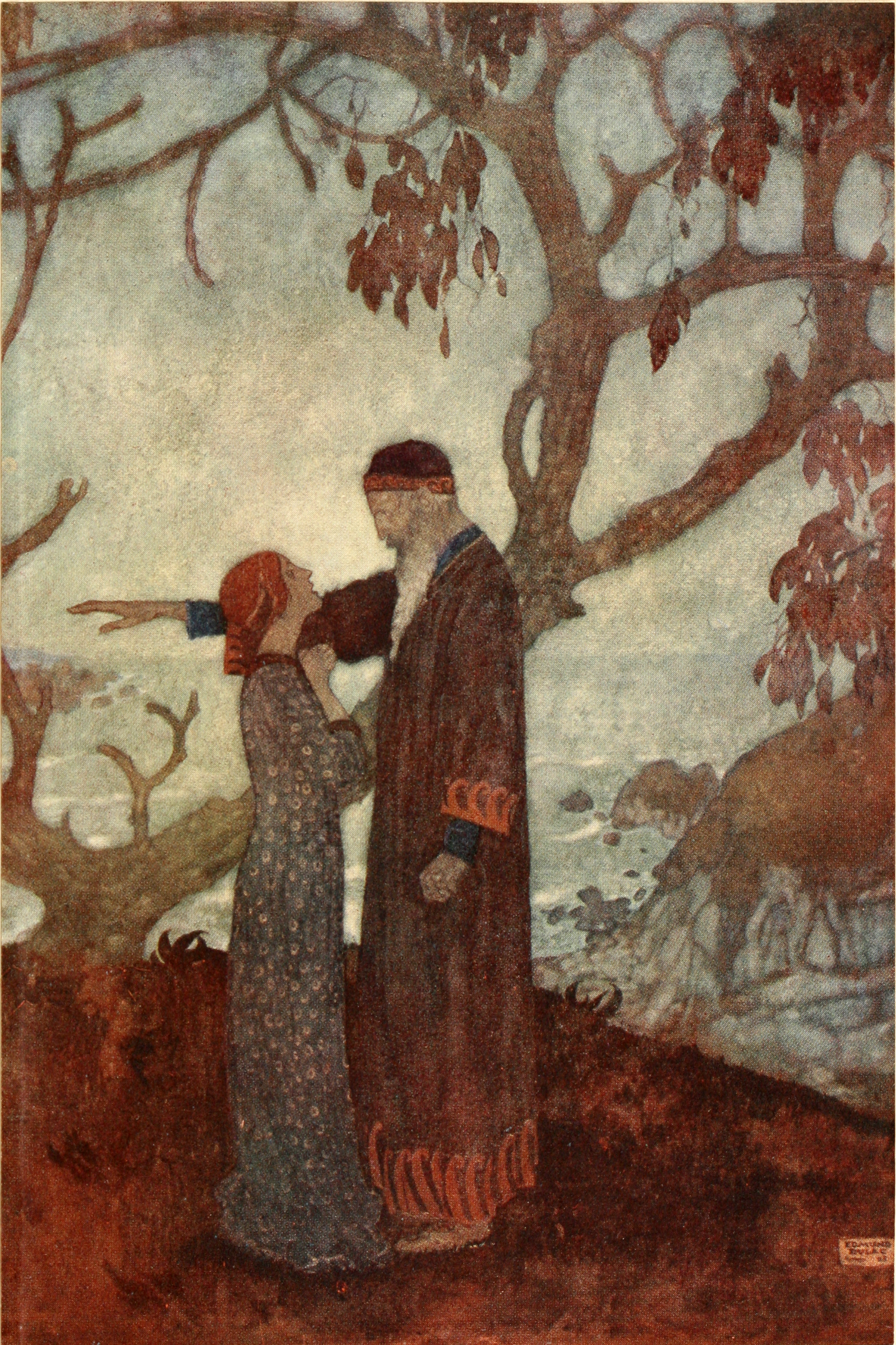
The Tempest, 1914
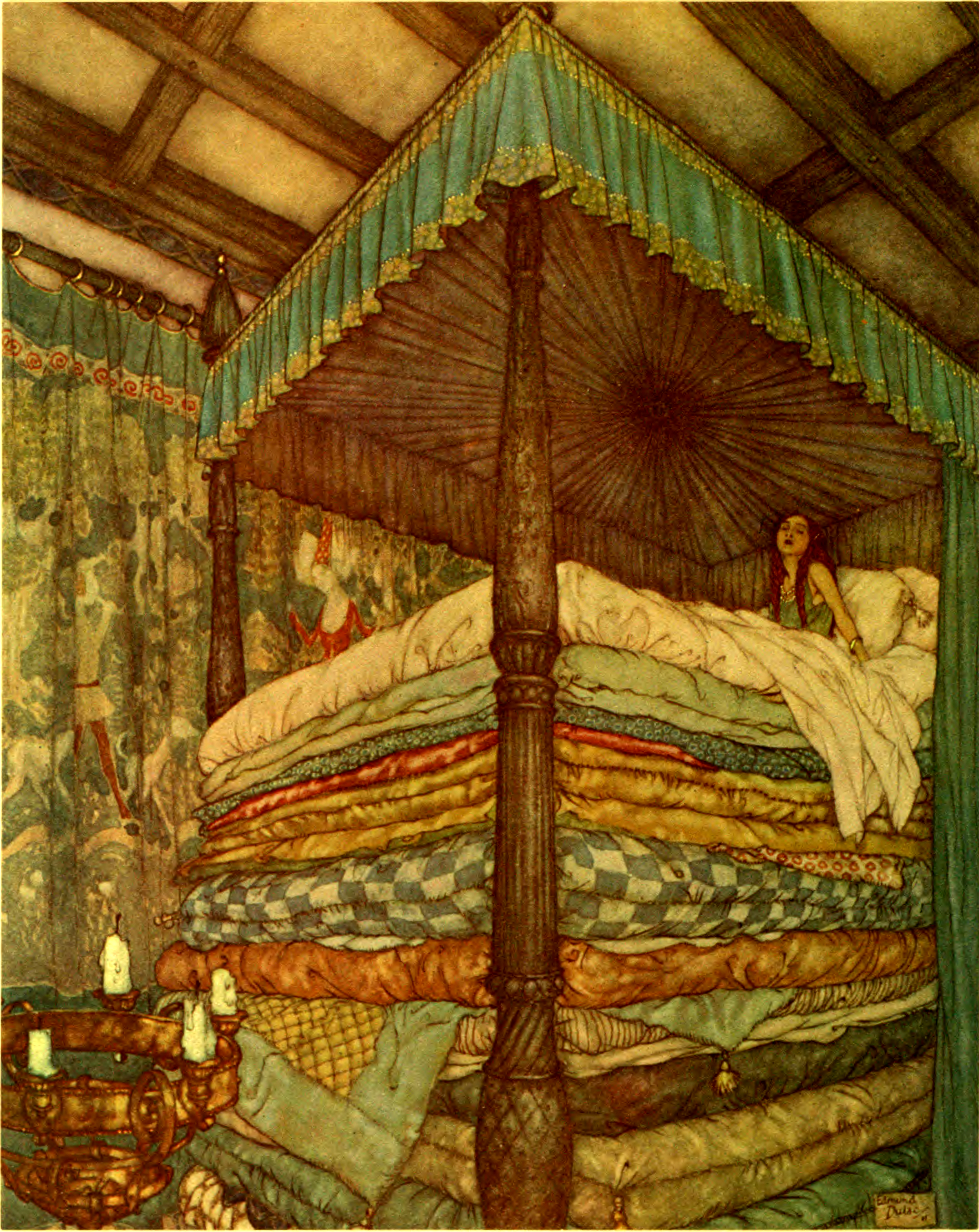
Stories from Hans Andersen, 1910

## Erstauflagen der Schmuckbücher
- The Sleeping Beauty and other Fairy Tales; Hodder & Stoughton, Ltd., London, 1910
- Stories from Andersen; Hodder & Stoughton, Ltd., London, 1911
- Princess Badoura; Hodder & Stoughton, Ltd., London, 1913
- Sindbad the Sailor and other Stories from the Arabian Nights; Hodder & Stoughton, Ltd., London, 1914
- Edmund Dulac’s Fairy Book; Hodder & Stoughton, Ltd., London, 1916